# ريكس غريفين
ريكس غريفين (بالإنجليزية: Rex Griffin)‏ هو مغن مؤلف ومغني وموسيقي وكاتب أغاني أمريكي، ولد في 12 أغسطس 1912 في غادسدن في الولايات المتحدة، وتوفي في 11 أكتوبر 1959 في نيو أورلينز في الولايات المتحدة.

## وصلات خارجية
- ريكس غريفين على موقع ميوزك برينز (الإنجليزية)
- ريكس غريفين على موقع أول ميوزيك (الإنجليزية)